# Guitiriz (Lugo)
Guitiriz ist eine spanische Gemeinde (Concello) in der Provinz Lugo der autonomen Gemeinschaft Galicien. Die Gemeinde hat 5.122 Einwohner (Stand: 2024). Sie ist für ihre Thermalquellen bekannt.

## Geschichte
Obwohl die frühen Siedler keltischen Ursprungs waren und die Römer um die therapeutischen Eigenschaften der Thermen wussten, wurde dieser Kurort erst mit der Ankunft der Sueben nach dem Zusammenbruch des Römischen Reiches im 6. Jahrhundert erstmals richtig populär. Der Name „Guitiriz“ ist abgeleitet von „Witirici“, dem lateinischen Genitiv von Witiricus, was „der Ort, der Witiricus gehörte“ bedeutet (d. h.: Witiricus, ein suebischer Kriegsherr).
Im 14. Jahrhundert gelangte die gesamte Region Terra Chá (einschließlich Guitiriz und der Hauptstadt Vilalba) in den Besitz von Fernán Pérez de Andrade, dessen Familie während der Herrschaft der Katholischen Könige die ersten Grafen von Vilalba werden sollten.
Zu den weiteren Überresten in der Gegend gehören eine gut erhaltene mittelalterliche Festung, die Burg von Parga, und eine gotische Brücke.

## Bevölkerungsentwicklung der Gemeinde
Legende: Trasparga___Guitiriz

Quelle: INE-Archiv – grafische Aufarbeitung für Wikipedia

## Gemeindegliederung
Die Gemeinde Guitiriz ist in 18 Parroquias gegliedert:
| Parroquias                 | Patrozinium   | Einwohner 2024 | Fläche km² | Dichte Einw./km² | Höhe msnm | Ortskennzahl |
| -------------------------- | ------------- | -------------- | ---------- | ---------------- | --------- | ------------ |
| Becín                      | San Xiao      | 115            | 5,19       | 22               | 446       | 27022010000  |
| O Buriz                    | San Pedro     | 323            | 31,70      | 10               | 493       | 27022020000  |
| Labrada                    | Santa María   | 222            | 29,92      | 7                | 483       | 27022030000  |
| Lagostelle                 | San Xoán      | 2.070          | 33,70      | 61               | 451       | 27022040000  |
| Mariz                      | Santa Eulalia | 147            | 11,21      | 13               | 460       | 27022060000  |
| As Negradas                | San Vicenzo   | 87             | 12,46      | 7                | 553       | 27022070000  |
| Parga                      | Santo Estevo  | 394            | 14,69      | 27               | 437       | 27022080000  |
| Pedrafita                  | San Mamede    | 135            | 12,21      | 11               | 480       | 27022090000  |
| Pígara                     | San Pedro     | 373            | 26,34      | 14               | 420       | 27022100000  |
| Roca                       | San Xiao      | 62             | 5,84       | 11               | 461       | 27022110000  |
| San Breixo de Parga        | San Breixo    | 73             | 9,10       | 8                | 472       | 27022120000  |
| San Salvador de Parga      | San Salvador  | 114            | 8,17       | 14               | 515       | 27022130000  |
| Santa Cruz de Parga        | Santa Cruz    | 159            | 14,39      | 11               | 507       | 27022140000  |
| Santa Locaia de Parga      | Santa Locaia  | 111            | 10,33      | 11               | 438       | 27022150000  |
| Santa Mariña de Lagostelle | Santa Mariña  | 119            | 17,04      | 7                | 487       | 27022050000  |
| Trasparga                  | Santiago      | 154            | 12,77      | 12               | 508       | 27022160000  |
| Vilar                      | Santa María   | 39             | 5,37       | 7                | 480       | 27022170000  |
| Os Vilares                 | San Vicenzo   | 497            | 34,12      | 15               | 503       | 27022180000  |

## Wirtschaft
| Ackerbau, Viehzucht und Fischerei                                                  | 0408  | 019,95 |
| Industrie                                                                          | 0289  | 014,13 |
| Bauwirtschaft                                                                      | 0127  | 06,21  |
| Dienstleistungsbetriebe                                                            | 1.221 | 059,71 |
| Total                                                                              | 2.045 | 100,00 |
| * Daten aus dem Statistischen Amt für Wirtschaftliche Entwicklung in Galicien, IGE |       |        |

## Persönlichkeiten
- César Barja (1890–1951), Romanist und Hispanist
- Xosé María Díaz Castro (1914–1990), Dichter